# Lilleputthammer
Lilleputthammer is een relatief jong Noors attractiepark gelegen te Øyer, vlak bij Lillehammer, Oppland. Het park opende de deuren voor het eerst als attractiepark omstreeks 2007 en profileert zich vooral als familiepark, al gaat de geschiedenis van het park terug tot 1982.

## Lilliput Lillehammer
De naam is een woordspeling op de plaatsnaam, Lillehammer, en lilliputter, een ander woord voor dwergmensen. De geschiedenis van het domein gaat echter verder terug dan 2007. Het themagebied van het park waar het zijn naam aan dankt is een miniatuurstraat, aangelegd met huizen en elektriciteitspalen met een schaal van 1/4 ten opzichte van de werkelijkheid. Het is een replica van de hoofdstraat van Lillehammer in de 20e eeuw. Dat opende in 1982. Bezoekers hoeven niet op een afstand te blijven van de replica, maar kunnen vrij tussen de huizen rondlopen.

## Attracties
Het park heeft één kleine kinderachtbaan met de naam Berg- og dalbane, wat Noors is voor achtbaan. Het is een Family Gravity Coaster van de Italiaanse attractiebouwer Zamperla. Zo'n baan is 80 meter lang en 4 meter hoog.
Andere 'grote' attracties zijn een mini vrijevaltoren genaamd Olas froskehopp, een trein, een hoogteparcours tussen de bomen en een theater. De vrije valtoren is 17 meter hoog en er worden meerdere kleine vallen gemaakt waartussen de gondel langzaam omhoog gaat met een motor.
Daarnaast beschikt het park onder meer over een mini reuzenrad, eveneens van Zamperla (identiek aan Minirad in KidsPark in het Belgische Bellewaerde),  een oldtimerattractie, een speeltuin, een draaimolen, een klein opblaasbaar waterbassin met waterballen, botsboten (botsauto's op water) en een klein openluchttheater.